# Dennis Man
Dennis Man (n. 26 august 1998, Vladimirescu, România) este un fotbalist român, care joacă pe post de atacant la PSV în Eredivisie. Pe plan internațional, are prezențe la națională pentru România Sub-21, România Sub-19 și România.
A fost descoperit de antrenorul Alexandru Meszar și crescut de Atletico Arad. Dennis Man a jucat primul meci în Liga a II-a pentru UTA Arad în august 2015, cu Gaz Metan Mediaș și a marcat o dublă în debutul său într-un meci cu FC Bihor. După ce a reușit să se impună pe unul din locurile acordate jucătorilor eligibili pentru U21 la UTA, a fost transferat de FCSB, la care a debutat în Liga I pe 2 octombrie 2016 într-un meci cu Universitatea Craiova. A jucat în numai șase partide de campionat în primul sezon la FCSB, din cauza unei clauze prin care clubul trebuia să achite 100.000 de euro dacă jucătorul depășea 10 meciuri. A devenit om de bază în sezonul 2017-2018, în care a marcat 20 de goluri în treizeci și patru de partide.
A jucat pentru naționala de tineret ale României Sub-19 și în naționala de tineret Sub-21 a României, cu care s-a calificat la Campionatul European din 2019⁠(d). A debutat pentru prima reprezentativă în martie 2018, într-un meci amical cu Suedia. Impresara sa este Anamaria Prodan.
A fost desemnat Fotbalisul Anului 2024 la Superlativele GSP de către publicația GSP.ro - Gazeta Sporturilor în urma voturilor cititorilor, antrenorilor, căpitanilor, reprezentanților cluburilor din Liga 1 și a jurnaliștilor GSP.

## Stil de joc
Antrenorul său de la UTA Arad, Roland Nagy, l-a descris ca fiind „un fotbalist cu o personalitate peste vârsta lui, cu maturitate”, „e spontan, vine de la el cu foarte multe lucruri, cu inițiativă. Poate să decidă un joc.”, „deși e polivalent, are un rol clar acolo între mijlocașul central și atacantul de careu [...] are pasă finală, are pătrundere, poate să scoată om din joc pe zonă centrală [...] are simț al porții”. Cristian Păcurar, care i-a fost și el antrenor la UTA, a susținut că „A ajuns să controleze foarte bine balonul în sistem de viteză, dar punctul său forte e inteligența în joc. E foarte imprevizibil când are mingea la picior, e tipul de fotbalist ce-ți poate decide o fază dintr-o singură atingere.” Daniel Isăilă, care l-a antrenat pe Man la naționala de tineret, a spus că „La capitolul forță, acolo trebuie să mai îmbunătățească, pentru că, în rest, e un fotbalist complet. Are și agresivitate, are și atitudine, are tehnică în regim de viteză, are finalizare, are și disponibilitate la efort, face ambele faze, poate juca în zonă centrală, în spatele atacantului, poate juca chiar și vârf împins cum a făcut-o la UTA, poate juca în bandă dreaptă, bandă stângă.” Mirel Rădoi, antrenorul naționalei de tineret, a declarat că „Dacă luăm ca individ și ca jucător tânăr, eu cred că, în acest moment, Dennis Man e jucătorul cel mai complet. Dacă vorbim strict de tehnică, viteză, forță, mentalitate, de latura psihologică. Eu cred că el se apropie cel mai mult de «pachetul complet». El poate să joace orice, poate să joace dreapta, zonă centrală, stânga, poate să joace în 4-2-3-1, poate să joace în 4-3-3, poate să joace atacant fals.”
Într-un dialog purtat cu Ilie Dumitrescu, antrenorul echipei naționale a României, Cosmin Contra, a susținut că „e unul din puținii jucători din campionatul nostru care joacă un fotbal total. Scoate adversari din joc, finalizează. Încet, încet va deveni un lider la Steaua.” Simone Lorini de la Tuttomercatoweb l-a comparat cu Gareth Bale și l-a descris ca fiind „un jucător de picior stâng, dar care evoluează în bandă dreaptă, după modelul devenit deja tradiție în fotbalul modern. Dennis Man este un atacant lateral cu calități optime și de mare perspectivă.”

## Cariera

### UTA Bătrâna Doamnă
Dennis Man a fost descoperit de antrenorul Alexandru Meszar de la Atletico Arad, la un meci al acestei echipe cu o echipă din satul Vladimirescu, unde locuia tânărul, și a fost inclus în programul de juniori al acelui club.
Crescut la Atletico Arad, Man a dat probe pentru Manchester City în 2010 la vârsta de 12 ani. Deși nu a fost păstrat de clubul englez, el a continuat fotbalul în orașul natal. Promovat de la juniorii echipei de Liga a II-a UTA Bătrâna Doamnă de antrenorul Roland Nagy, Man apărea ca variantă de jucător de atac sau mijloc în vara lui 2015, pe când avea 17 ani. El a debutat în august 2015 în prima etapă de campionat, cu Gaz Metan Mediaș și a marcat primul gol într-un meci cu FC Bihor, golul 3 în partida câștigată de echipa sa cu 4–0. Până la sfârșitul anului, el a mai jucat în alte trei meciuri pentru echipa sa, iar în noiembrie a dat probe în Italia, la FC Bologna.
După ce s-a remarcat în meciurile de pregătire din intersezon, Man a reușit să se impună pe unul dintre cele două locuri obligatoriu a fi acordate unor jucători eligibili pentru U21 în meciurile de Liga a II-a, la începutul sezonului de primăvară 2016, când colegul său, Burlă, a fost suspendat pentru prima etapă de campionat. În acel meci cu FC Brașov, câștigat cu 3–2, Man a marcat două goluri. Anul 2016 a fost unul de succes, Dennis ajungând deja spre finalul sezonului să fie numit „perla UTA-ei”.

### Steaua/FCSB

#### Transferul și primul sezon, 2016–2017
După ce a marcat cinci goluri în trei meciuri pentru UTA Arad în startul sezonului Liga a II-a 2016-2017, a fost transferat de Steaua București. Primul său meci la Steaua a fost partida de Cupa Ligii cu FC Botoșani (8 septembrie 2016). Debutul la Steaua într-un meci de campionat a avut loc în 2 octombrie 2016, când a intrat în prima repriză în locul lui Florin Tănase (accidentat) în meciul cu CS U Craiova. El a jucat însă doar 37 de minute, fiind înlocuit la rândul său în repriza a doua cu Ovidiu Popescu. La sfârșitul aceleiași luni, a înscris și primul său gol în prima ligă, la Iași, contra Politehnicii.
Beneficiind de faptul că la orice meci din Liga I echipele sunt obligate să aibă pe teren un jucător eligibil pentru naționala U21, Dennis Man a început să fie o variantă pentru umplerea acestei poziții, dar și drept concurent pentru atacanții titulari. Totuși, i-a făcut rău o clauză din transfer, prin care clubul UTA urma să primească încă 100.000 de euro dacă Man joacă în 10 meciuri oficiale pentru Steaua în orice competiție, astfel încât antrenorul a început să evite să-l introducă pe teren, pentru a evita costuri suplimentare pentru club. În final, în martie 2017, această clauză a fost renegociată, UTA primind 20.000 de euro și Steaua primind mână liberă să-l utilizeze pe Man așa cum crede antrenorul de cuviință. Aceste probleme l-au făcut să se gândească să plece de la Steaua (denumită de acum FCSB), dar Helmuth Duckadam, președintele clubului, i-a sfătuit pe el și pe tatăl său să nu se grăbească.

#### Sezonul 2017–2018
Man a decis să rămână, și a jucat al zecelea său meci la FCSB la începutul sezonului următor, în care a și marcat al doilea său gol în prima ligă, unul foarte important prin aceea că a adus victoria echipei sale (2–1) în prelungirile meciului cu FC Voluntari în luna iulie, în ciuda unui joc mai slab în care a ratat mai multe ocazii înainte de a înscrie. Mai târziu, în august, a marcat un nou gol care s-a dovedit a fi decisiv (deși a fost înscris în prima repriză), golul victoriei cu 2–1 în meciul din deplasare cu Juventus București, acesta fiind și al 4000-lea gol al echipei sale în Liga I. Situația s-a repetat la meciul cu Concordia Chiajna, când Man a marcat golul victoriei cu 2–1 în minutul 85, profitând de o greșeală a portarului advers Cristian Bălgrădean. Tot în acea perioadă, deși în cupele europene echipa nu este obligată să joace cu vreun junior pe teren, Man a fost introdus în finalul meciului-retur din play-offul Ligii Campionilor UEFA cu Sporting Clube de Portugal, pierdut de FCSB cu 1–5 pe teren propriu, dar și în primul meci din grupele UEFA Europa League, cu Viktoria Plzeň; de fiecare dată fiind introdus pe finalul meciului, în locul uneia dintre vedetele echipei, Denis Alibec, respectiv Constantin Budescu. În septembrie, a reușit un nou gol în campionat, de această dată mai puțin important, ultimul gol din victoria cu 4–0 împotriva lui Gaz Metan Mediaș, în minutul 58. În meciul în deplasare pe terenul liderei CFR Cluj, Man a intrat în repriza a doua în locul lui Cătălin Golofca și a creat faza și a dat pasa din care Constantin Budescu a marcat golul egalizator care a stabilit scorul final de 1–1, dând pasa printre picioarele căpitanului advers Mario Camora, care declarase înaintea meciului, cu referire la Dennis Man, că „nu [se] sperie [de] un copil de 17–18 ani care face primul meci”.
La noua prezență în competițiile europene, meciul din grupele UEFA Europa League în deplasare cu FC Lugano, intrarea lui Man la pauză în locul lui Ovidiu Popescu a fost creditată de Gazeta Sporturilor ca „schimb[ând] în totalitate fața echipei”, el fiind autorul pasei decisive de la primul gol al lui Constantin Budescu. Cu Sănătatea Cluj, în șaisprezecimile Cupei României, Man a jucat doar prima repriză, în care a marcat primele două goluri (al doilea din penalty) și a pasat decisiv la al treilea gol, marcat de Daniel Benzar. Deși a ieșit la pauză, aceste realizări au determinat pe DigiSport să-l considere „omul meciului” și „protagonistul [său] absolut”. Meciul în deplasare cu FC Botoșani a fost unul dificil, din cauza terenului înghețat și alunecos, iar Dennis Man a recunoscut ulterior că a jucat cu frică din această cauză (coechipierul său Mihai Bălașa s-a și accidentat din această cauză în prima repriză); chiar și așa, Man a fost considerat de Telekom Sport unul din cei mai buni jucători ai meciului, și a marcat în minutul 58 golul al doilea în victoria cu 3–0, când o minge centrată de Florinel Coman a fost deviată de Harlem Gnohéré (care a ratat șutul) și a ajuns la el în colțul careului mic, de unde a preluat și a șutat puternic cu stângul sub bară. Ultimul meci al sezonului, 2–0 cu FC Viitorul, a adus pentru Man o nouă reușită, primul gol marcat în prima repriză cu un șut la colțul scurt după ce a fost angajat în adâncime de Mihai Pintilii; la adăpostul golului său, echipa lui a rezistat după eliminarea lui Gnohéré și apoi Marko Momčilović a reușit să mărească diferența după o fază fixă. Man a fost lăudat, Gazeta Sporturilor dându-i cea mai mare notă dintre jucătorii de pe teren, la egalitate cu Florin Niță. Ca bilanț pentru finalul sezonului de toamnă, Man s-a declarat mulțumit de meciurile jucate și de prestația sa, dar considera că este doar la 70% din potențial și că speră să evolueze mai bine.
În intersezon, site-ul UEFA l-a inclus într-o listă cu 50 de tineri de urmărit în anul 2018, comentând că are prestații promițătoare la naționala U21 a României; iar selecționerul Cosmin Contra l-a inclus pe lista jucătorilor care urmează a fi convocați la prima echipă națională pentru meciurile amicale din primăvara acelui an.
În primul meci de campionat de la reluarea sezonului, meci câștigat cu 2–1 la Gaz Metan Mediaș, Man a fost considerat unul din cei mai slabi de pe teren, fiind notat cu 5 de Gazeta Sporturilor, dar s-a revanșat printr-o prestație bună în derby-ul cu FC Dinamo București, în care a marcat în minutul 83 primul gol al echipei sale în egalul 2–2 obținut în prelungiri, și prin golul victoriei cu 2–0 marcat în meciul cu Sepsi OSK în minutul 86.
După debutul la națională, a început play-offul de pe care echipa sa a pornit de pe locul al doilea. În primele patru etape, Man nu a marcat și evoluția sa a fost mai puțin apreciată (de exemplu, în meciul cu CS U Craiova a fost notat de Gazeta Sporturilor cu 6, sub media echipei), dar în ultimul meci al turului play-offului a marcat al doilea gol în victoria cu 3–0 în deplasare la Astra Giurgiu, scăpând singur cu portarul la o lansare de la Mihai Pintilii, care recuperase mingea de la un adversar la centrul terenului. În același meci, comentatorii au fost amuzați de o fază la care Man, împins de un adversar, a căzut și s-a rostogolit în afara terenului în preajma băncii tehnice și l-a dărâmat pe antrenorul Nicolae Dică. A înscris un nou gol important în egalul 2–2 obținut cu FC Viitorul la Ovidiu, când a reluat în poartă centrarea șutată a lui Budescu; golul a fost marcat în ultimul minut al primei reprize, pe când echipa sa era condusă cu 2–0 și a marcat începutul revenirii. Cu acest gol, și-a egalat performanța de 10 goluri în campionat reușită cu UTA în sezonul 2015–2016 în Liga a II-a.
Ca o concluzie pentru acest sezon, Remus Râureanu de la Gazeta Sporturilor îl considera pe Man jucătorul cu cea mai spectaculoasă transformare din Liga I, ajungând să își găsească loc în echipă pentru că este om de bază și pentru că merită, nu doar pentru că există regula de a fi folosit un jucător eligibil pentru naționala U21.
De asemenea, evoluțiile bune din acest sezon l-au adus în atenția publicației Tuttosport, care l-a inclus pe lista nominalizaților la premiul Golden Boy.

#### Sezonul 2018–2019
Primul meci oficial al sezonului în campionat a adus o înfrângere cu 1–0 la Astra Giurgiu, dar Man a fost scutit de criticile cele mai dure la adresa echipei, fiind enumerat de Gazeta Sporturilor între patru din cei 14 jucători care au avut evoluții decente, deși „n-au fost ajutați mai deloc de colegi”. Câteva zile mai târziu, Man a deschis scorul în minutul 4, marcând cu capul la primul șut pe poartă în meciul câștigat în deplasare cu 2–0 la Rudar Velenje în turul al II-lea al ediției din acel an a Europa League. Echipa sa a fost însă eliminată apoi de Rapid Viena, și s-a concentrat pe campionatul intern. După primele 10 etape, FCSB ajunsese pe primul loc în clasament, Man contribuind prin golul de 2–0 în victoria cu 4–1 în deplasare la FC Viitorul; și deschiderile de scor timpurii în egalul 2–2 pe teren propriu cu FC Botoșani și în victoria cu 2–0 contra Dunării Călărași.
Ulterior, accidentările au făcut ca echipa să piardă puncte, iar evoluția lui Man a fost mai slabă, în nota echipei, selecționerul naționalei de juniori, Mirel Rădoi, observând o tendință a lui de a nu da drumul la minge. În același timp însă, presa relata interesul pentru el din partea unor cluburi mari, ca AS Roma, Fenerbahçe sau Manchester United. Abia spre sfârșitul lui noiembrie, Man a marcat din nou, având un rol decisiv în victoria cu 2–1 la CSM Politehnica Iași, unde a marcat primul gol și a obținut lovitura de pedeapsă din care Florin Tănase l-a marcat pe al doilea.
După reluarea campionatului în primăvară, Man a marcat la începutul primului meci, cu FC Dunărea Călărași, cu un șut din afara careului, dar echipa sa a terminat la egalitate, 1–1. La interviul de după meci, a refuzat să-l blameze pe portarul Bălgrădean pentru golul primit, considerând că nereușita trebuie asumată de întreaga echipă. Mai târziu, pe finalul meciului cu CS U Craiova, a răspuns unei provocări a lui Marius Briceag, care a degenerat apoi într-o altercație generală; arbitrul jocului le-a acordat ambilor jucători al doilea cartonaș galben al meciului, ei fiind eliminați. Man a fost suspendat două etape, lipsind în ultimul meci al sezonului regulat, și în primul meci al play-offului. Tot cu CS U Craiova, în returul play-offului, Man a înscris, în al cincilea minut al prelungirilor meciului, golul care a stabilit scorul final de 2–0, risipind emoțiile privind victoria; pe parcursul meciului, el ratase însă alte trei ocazii bune de a înscrie.

## Echipele naționale

### Naționalele de tineret
Pe 23 februarie 2013 a fost chemat de Florin Răducioiu la naționala de tineret sub 15 ani.
În toamna lui 2016, puțin după transferul la Steaua, Man a jucat la naționala U19 în două meciuri, cu Olanda și Norvegia, în care a fost rezervă și a intrat în repriza a doua, în ultimul egalând la 1 în minutul 68 al meciului pierdut în cele din urmă pe final de echipa sa cu 3–1.
În 2017, deși încă era eligibil pentru naționala U19, Man a fost selecționat pentru naționala U21, în campania de calificare pentru Campionatul European U21 de Fotbal din 2019. Neconvocat la primul meci, cu Liechtenstein, Man a început tot ca rezervă meciul cu Bosnia și Herțegovina și cel cu Elveția, în primul marcând, pe contraatac, în prelungirile meciului, ultimul gol al echipei sale în victoria cu 3–1. În a patra partidă a naționalei sale din aceste preliminarii, Dennis Man a marcat golul egalării în remiza 1–1 pe teren propriu cu Portugalia, reușind să conserve invincibilitatea naționalei României și să-i păstreze statutul de favorită la calificare.
În toamna lui 2018, la reluarea campaniei pentru Campionatul European din 2019, Man era în vederile naționalei de seniori antrenată de Cosmin Contra, care însă l-a lăsat să-și aducă aportul la importantele meciuri de calificare cu Portugalia în deplasare și cu Bosnia și Herțegovina acasă. În primul meci, a pornit de la mijlocul terenului pe un contraatac și a dat o pasă decisivă apreciată ca „perfectă” de Gazeta Sporturilor și „genială” de Sport.ro, pentru golul al doilea al echipei sale, marcat de Andrei Ivan în meciul câștigat cu 2–1. Un alt meci decisiv în acea campanie, cel cu Țara Galilor, pe teren propriu, a fost urmărit de o audiență-record pentru un meci al naționalei de tineret. După meciul câștigat cu 2–0, în care a deschis scorul reluând în poartă o minge câștigată la o fază fixă într-un duel aerian în careu de Adrián Rus, copiind apoi gestul de bucurie al lui Cristiano Ronaldo, Man s-a declarat emoționat în fața unui moment la care „visezi [..] când te apuci de fotbal”. În acel meci, Man a fost schimbat în minutul 75, când acuza o accidentare și se îndrepta spre marginea terenului opusă celei cu banca de rezerve, încercând să prelungească întreruperea jocului, spre folosul echipei sale. Arbitrul i-a cerut însă să iasă prin cel mai apropiat punct pentru a primi și îngrijirile medicale, în timp ce înlocuitorul său, Olimpiu Moruțan, intra de la banca de rezerve. Man a gesticulat nervos, lăsând impresia că este supărat pe antrenor că l-a schimbat; în realitate, gestul era unul de frustrare la adresa faptului că arbitrul i-a dejucat tertipul de tragere de timp și că a fost nevoit apoi să ocolească tot terenul pentru a ajunge la banca de rezerve.

### Naționala de seniori
Dennis Man a fost convocat la prima națională de selecționerul Cosmin Contra pentru două amicale la sfârșitul lui martie 2018, cu Israel și apoi cu Suedia. A debutat în 27 martie 2018 în cel de-al doilea din cele două meciuri, câștigat cu 1–0 prin golul lui Dorin Rotariu. Man a intrat pe finalul meciului, în minutul 87, în locul lui Nicolae Stanciu și, deși a jucat doar câteva minute, a avut o importantă ocazie când a reușit să scape singur cu portarul advers, dar nu i-a reușit lobul din cauza terenului denivelat. După meci, Ilie Dumitrescu l-a lăudat, spunând că „dincolo de calitățile ofensive pe care le are, Dennis Man se descurcă foarte bine și pe faza defensivă și e și disciplinat”.
Convocat din nou pentru alte două amicale la sfârșitul lui mai și începutul lui iunie în același an, a jucat din nou în amicalul cu Finlanda, câștigat cu 2–0, meciul de retragere al lui Bogdan Lobonț. Man a intrat în minutul 64 în locul autorului celui de al doilea gol, Ciprian Deac.
Primul meci oficial pentru naționala de seniori a fost partida cu Insulele Feroe, în preliminariile Campionatului European de Fotbal 2020, câștigat cu 4–1. El a intrat în minutul 78 în locul lui Nicușor Stanciu. Această apariție a activat o altă clauză a transferului de la UTA la FCSB, care implică plata a încă 100.000 de euro de a doua către prima. Convocat la naționala mare și pentru meciurile în deplasare cu Norvegia și Malta, chiar înaintea Campionatului European U21, în iunie 2019, Man a intrat doar în meciul cu Malta, în locul lui Claudiu Keșerü. Și-a creat ocazii, și a fost blocat de portarul Henry Bonello în minutul 69; în prelungirile meciului, când România rămăsese în 10 jucători prin eliminarea lui Alexandru Chipciu, Man a înscris primul său gol la națională, stabilind scorul final, 0–4, pe un contraatac.

## Statistici

### Club
La 22 decembrie 2018.
| Club                | Sezon         | Ligă    | Ligă   | Cupă    | Cupă   | Cupa Ligii | Cupa Ligii | Europa  | Europa | Altele  | Altele | Total   | Total  | Total |
| Club                | Sezon         | Meciuri | Goluri | Meciuri | Goluri | Meciuri    | Goluri     | Meciuri | Goluri | Meciuri | Goluri | Meciuri | Goluri |       |
| ------------------- | ------------- | ------- | ------ | ------- | ------ | ---------- | ---------- | ------- | ------ | ------- | ------ | ------- | ------ | ----- |
| UTA Arad            | 2014-2015     | 1       | 0      | 0       | 0      | –          | –          | –       | –      | 0       | 0      | 1       | 0      |       |
| UTA Arad            | 2015-2016     | 29      | 10     | 3       | 1      | –          | –          | –       | –      | 2       | 0      | 34      | 11     |       |
| UTA Arad            | 2016-2017     | 5       | 5      | –       | –      | –          | –          | –       | –      | –       | –      | 5       | 5      |       |
| Total               | Total         | 35      | 15     | 3       | 1      | –          | –          | –       | –      | 2       | 0      | 40      | 16     |       |
| Steaua II București | 2016–2017     | 15      | 6      | –       | –      | –          | –          | –       | –      | –       | –      | 15      | 6      |       |
| Total               | Total         | 15      | 6      | 0       | 0      | 0          | 0          | 0       | 0      | 0       | 0      | 15      | 6      |       |
| Steaua București    | 2016-2017     | 6       | 1      | 1       | 0      | 2          | 0          | 0       | 0      | –       | –      | 9       | 1      |       |
| Steaua București    | 2017–2018     | 34      | 10     | 3       | 2      | –          | –          | 10      | 0      | –       | –      | 47      | 12     |       |
| Steaua București    | 2018–2019     | 20      | 6      | 1       | 0      | –          | –          | 5       | 1      | –       | –      | 26      | 7      |       |
| Total               | Total         | 60      | 17     | 5       | 2      | 2          | 0          | 15      | 1      | 0       | 0      | 83      | 20     |       |
| Total carieră       | Total carieră | 110     | 38     | 8       | 3      | 2          | 0          | 15      | 1      | 2       | 0      | 137     | 42     |       |

## Viața personală
Dennis Man s-a născut la Arad, tatăl său, Cristian Man, fiind antrenor de fotbal. El a jucat pentru Strungul Arad, în Divizia B, iar mama sa este afaceristă. Are un tatuaj pe mână cu fratele său, Alberto și unul pe ceafă cu o cruce înaripată.
A urmat cursurile Liceului cu Program Sportiv Arad. Se află într-o relație cu Alexandra Ionela Grigoriță, fostă Miss Arad în 2014, încă din perioada în care juca pentru UTA Arad. În septembrie 2018 și-a achiziționat un Mercedes-AMG GLE 43 4MATIC în valoare de aproximativ 100.000 de euro.